# Bård Finne
Bård Finne (Bergen, 13 febbraio 1995) è un calciatore norvegese, attaccante del Brann.

## Carriera

### Club
Finne ha cominciato la carriera con la maglia del Brann. Ha esordito con questa maglia in data 10 maggio 2012, entrando in campo in sostituzione di Jonas Grønner nella vittoria per 1-6 sul campo del Florø, sfida valida per il primo turno del Norgesmesterskapet 2012: nello stesso incontro, ha realizzato la prima rete della sua carriera. Il 23 maggio ha debuttato nell'Eliteserien, subentrando a Fredrik Nordkvelle nella vittoria per 2-0 sul Fredrikstad. Il 5 settembre 2012, ha firmato il primo contratto professionistico della sua carriera, legandosi al Brann per il successivo anno e mezzo. Il 23 settembre successivo ha realizzato le prime reti nella massima divisione norvegese, siglando una doppietta nella vittoria per 2-1 sul Rosenborg. Ha chiuso la stagione con 4 reti in 9 presenze, tra campionato e coppa.
L'anno successivo, per Finne è aumentato il minutaggio in squadra: ha totalizzato infatti 22 presenze con la maglia del Brann, mettendo a referto 11 reti.
Il 19 agosto 2013, i tedeschi del Colonia hanno annunciato l'ingaggio di Finne, che si sarebbe aggregato alla nuova squadra a partire dall'apertura della sessione invernale di calciomercato. Finne ha firmato un contratto valido per i successivi tre anni e mezzo. Ha esordito in squadra il 9 febbraio 2014, subentrando ad Anthony Ujah nella sconfitta casalinga per 0-1 contro il Paderborn 07. Il 30 marzo ha realizzato la prima rete in squadra, sancendo il successo per 0-1 sul campo del Monaco 1860. A fine stagione, la squadra ha chiuso il campionato al primo posto, guadagnandosi la promozione nella Bundesliga.
Finne ha esordito nella massima divisione tedesca in data 27 settembre 2014, sostituendo ancora Anthony Ujah nella sconfitta per 0-2 contro il Bayern Monaco. Il 25 aprile 2015 ha segnato la prima rete in Bundesliga, nel pareggio interno per 1-1 contro il Bayer Leverkusen. Rimasto al Colonia fino al gennaio 2016, ha totalizzato 22 presenze e 2 reti con questa casacca, tra tutte le competizioni.
Il 15 gennaio 2016, l'Heidenheim ha comunicato sul proprio sito ufficiale d'aver ingaggiato Finne, che si è legato al nuovo club con un contratto valido per i successivi due anni e mezzo. Ha esordito in squadra il 6 febbraio, schierato titolare nel successo esterno per 0-1 sul campo del Fortuna Düsseldorf. Il 6 marzo ha trovato la prima rete, con cui ha contribuito al successo interno per 2-0 sul St. Pauli. Rimasto in squadra fino al mese di febbraio 2017, ha totalizzato 24 presenze e 3 reti con questa maglia, tra campionato e coppa.
Il 24 febbraio 2017, i norvegesi del Vålerenga hanno reso noto d'aver tesserato Finne, che si è legato al nuovo club con un contratto dalla durata quadriennale. È tornato a calcare i campi da calcio norvegesi in data 3 aprile, quando è stato schierato titolare nella vittoria per 1-0 sul Viking: è stata sua la rete in favore del Vålerenga. Ha chiuso l'annata a quota 26 presenze e 5 reti, tra campionato e coppa.
Il 10 ottobre 2020 è stato reso noto il suo passaggio ai danesi del SønderjyskE, a cui si è legato fino al 30 giugno 2024: il trasferimento sarebbe stato ratificato nel mese di gennaio 2021, alla scadenza del contratto con il Vålerenga.
Il 5 agosto 2021 ha fatto ritorno in Norvegia, al Brann: ha firmato un accordo valido fino al 30 giugno 2025. Ha scelto di vestire la maglia numero 11.

### Nazionale
Il 24 settembre 2014, il commissario tecnico della Norvegia under 21 Leif Gunnar Smerud ha convocato Finne in vista delle partite amichevoli contro Irlanda e Ungheria. Il 9 ottobre successivo, è stato schierato titolare nella vittoria per 4-1 sulla formazione irlandese. Il 16 giugno 2015 ha segnato la prima rete, nel pareggio per 2-2 contro l'Austria, in una gara amichevole.
Il 6 giugno 2023 viene convocato per la prima volta in nazionale maggiore. Il 7 settembre dello stesso anno segna la sua prima rete in nazionale, alla seconda presenza, siglando il quinto gol nel 6-0 inferto, in amichevole, alla Giordania.

## Statistiche

### Presenze e reti nei club
Statistiche aggiornate all'11 novembre 2022.
| Stagione           | Club               | Campionato         | Campionato | Campionato | Coppe nazionali | Coppe nazionali | Coppe nazionali | Coppe continentali | Coppe continentali | Coppe continentali | Supercoppe | Supercoppe | Supercoppe | Totale | Totale |
| Stagione           | Club               | Comp               | Pres       | Reti       | Comp            | Pres            | Reti            | Comp               | Pres               | Reti               | Comp       | Pres       | Reti       | Pres   | Reti   |
| ------------------ | ------------------ | ------------------ | ---------- | ---------- | --------------- | --------------- | --------------- | ------------------ | ------------------ | ------------------ | ---------- | ---------- | ---------- | ------ | ------ |
| 2012               | Brann              | ES                 | 7          | 3          | CN              | 2               | 1               | -                  | -                  | -                  | -          | -          | -          | 9      | 4      |
| 2013               | Brann              | ES                 | 19         | 5          | CN              | 3               | 6               | -                  | -                  | -                  | -          | -          | -          | 22     | 11     |
| gen.-giu. 2014     | Colonia            | 2L                 | 11         | 1          | CG              | -               | -               | -                  | -                  | -                  | -          | -          | -          | 11     | 1      |
| 2014-2015          | Colonia            | BL                 | 10         | 1          | CG              | 0               | 0               | -                  | -                  | -                  | -          | -          | -          | 10     | 1      |
| 2015-gen. 2016     | Colonia            | BL                 | 0          | 0          | CG              | 1               | 0               | -                  | -                  | -                  | -          | -          | -          | 1      | 0      |
| Totale Colonia     | Totale Colonia     | Totale Colonia     | 21         | 2          |                 | 1               | 0               |                    | -                  | -                  |            | -          | -          | 22     | 2      |
| 2014-2015          | Colonia II         | RL                 | 4          | 2          | -               | -               | -               | -                  | -                  | -                  | -          | -          | -          | 4      | 2      |
| 2015-gen. 2016     | Colonia II         | RL                 | 1          | 2          | -               | -               | -               | -                  | -                  | -                  | -          | -          | -          | 1      | 2      |
| Totale Colonia II  | Totale Colonia II  | Totale Colonia II  | 5          | 4          |                 | -               | -               |                    | -                  | -                  |            | -          | -          | 5      | 4      |
| gen.-giu. 2016     | Heidenheim         | 2L                 | 14         | 2          | CG              | 1               | 0               | -                  | -                  | -                  | -          | -          | -          | 15     | 2      |
| 2016-feb. 2017     | Heidenheim         | 2L                 | 7          | 1          | CG              | 2               | 0               | -                  | -                  | -                  | -          | -          | -          | 9      | 1      |
| Totale Heidenheim  | Totale Heidenheim  | Totale Heidenheim  | 21         | 3          |                 | 3               | 0               |                    | -                  | -                  |            | -          | -          | 24     | 3      |
| 2017               | Vålerenga          | ES                 | 24         | 4          | CN              | 2               | 1               | -                  | -                  | -                  | -          | -          | -          | 26     | 5      |
| 2018               | Vålerenga          | ES                 | 25         | 10         | CN              | 5               | 4               | -                  | -                  | -                  | -          | -          | -          | 30     | 14     |
| 2019               | Vålerenga          | ES                 | 29         | 8          | CN              | 3               | 3               | -                  | -                  | -                  | -          | -          | -          | 32     | 11     |
| 2020               | Vålerenga          | ES                 | 26         | 8          | -               | -               | -               | -                  | -                  | -                  | -          | -          | -          | 26     | 8      |
| Totale Vålerenga   | Totale Vålerenga   | Totale Vålerenga   | 104        | 30         |                 | 10              | 8               |                    | -                  | -                  |            | -          | -          | 114    | 38     |
| gen.-giu. 2021     | SønderjyskE        | SL                 | 16         | 0          | CD              | 5               | 1               | UEL                | -                  | -                  | -          | -          | -          | 21     | 1      |
| lug.-ago. 2021     | SønderjyskE        | SL                 | 1          | 0          | CD              | 0               | 0               | -                  | -                  | -                  | -          | -          | -          | 1      | 0      |
| Totale SønderjyskE | Totale SønderjyskE | Totale SønderjyskE | 17         | 0          |                 | 5               | 1               |                    | -                  | -                  |            | -          | -          | 22     | 1      |
| ago.-dic. 2021     | Brann              | ES                 | 15+1       | 4+0        | CN              | 2               | 0               | -                  | -                  | -                  | -          | -          | -          | 18     | 4      |
| 2022               | Brann              | 1D                 | 29         | 16         | CN              | 3               | 7               | -                  | -                  | -                  | -          | -          | -          | 32     | 23     |
| Totale Brann       | Totale Brann       | Totale Brann       | 70+1       | 28+0       |                 | 10              | 14              |                    | -                  | -                  |            | -          | -          | 81     | 42     |
| Totale             | Totale             | Totale             | 238+1      | 67+0       |                 | 29              | 23              |                    | -                  | -                  |            | -          | -          | 268    | 90     |

## Palmarès

### Club

#### Competizioni nazionali
- Campionato tedesco di seconda divisione: 1

Colonia: 2013-2014
- 1. divisjon: 1

Brann: 2022
- Coppa di Norvegia: 1

Brann: 2022-2023

### Individuale
- Capocannoniere della 1. divisjon: 1

2022 (16 reti, alla pari con Gift Orban)
- Capocannoniere della Coppa di Norvegia: 1

2023 (8 gol)